# Red autumn
Red autumn is een compositie van Arnold Bax.
Het werk kent een lange geschiedenis. Bax schreef het werk voor piano solo, maar het belandde op de plank. Het is dan circa 1912. In 1931 wendde hij zich er weer toe en maakte een nieuwe versie, maar dan voor twee piano's. Hij had toen voor de uitvoering pianoduo en –echtpaar Ethel Bartlett en Rase Robertson op het oog. Zij gaven dan ook de eerste uitvoering ervan op 3 oktober 1933. Het zou het laatste werk zijn, dat Bax voor dat duo schreef. Daarna leidde het een sluimerend bestaan totdat de Arnold Bax Trust aan Graham Parlett (biograaf van Bax) vroeg of hij een mogelijkheid zag het werk te orkestreren. Rond 2007 zag die versie het levenslicht.
Het eendelige werkje was op 9 april 1934 in een uitvoering van genoemd echtpaar te beluisteren in het Haagse Diligentia. 
In 2017 zijn er drie verschillende uitvoeringen verkrijgbaar:
- Jeremy Brown en Seta Tanyel: Piano duos van Bax op Chandos in een opname uit 1987
- Ashley Wass en Martin Roscoe: Music for two pianos op Naxos in een opname uit 2006
- BBC Philharmonic onder leiding van Vernon Handley op Chandos, orkestversie opname circa 2007